# 제3구역
"제3구역"은 한국에서 제작된 최야성 감독의 1991년 영화이다. 이유진 등이 주연으로 출연하였고 최야성 등이 제작에 참여하였다.

## 출연

### 주연
- 이유진
- 신태양
- 유영국

## 기타
- 원작자: 최야성
- 조명: 전명천
- 미술: 김철석